# Католицизм в Кот-д’Ивуаре
Католицизм в Кот-д’Ивуаре. Католическая церковь в Кот-д'Ивуаре является частью всемирной Католической церкви. Численность католиков в стране составляет около 2,8 миллиона человек (15 % от общей численности населения) по данным сайта Catholic Hierarchy; 3,2 миллиона (19 % от общей численности населения) по данным Католической энциклопедии.

## История
Первыми из европейцев на территории современного Кот д’Ивуара появились португальские мореплаватели в конце XV века, позднее эту территорию начали колонизировать французы. Первые попытки вести христианскую миссию среди местного населения относятся к XVII веку, в 1637 году на Берег Слоновой Кости прибыли капуцины, а в 1667 году — доминиканцы. Тем не менее систематическая миссионерская деятельность началась здесь лишь в конце XIX века, после того, как в 1893 году Берег Слоновой Кости был официально провозглашён французской колонией. 28 июня 1896 года была образована апостольская префектура Кот д’Ивуара, а в 1911 году она была повышена в ранге до апостольского викариата. Лидирующая роль в миссионерской деятельности в Кот д’Ивуаре конца XIX — начала XX века принадлежала Лионскому обществу африканских миссий.
В 1955 году были установлены регулярные церковные структуры, архиепархия Абиджана и епархия Буаке. В 1960 году Кот д’Ивуар стал независимым государством, после чего на протяжении почти 40 лет страной управляла Демократическая партия Кот д'Ивуара, большинство руководящих членов которой были католиками. В 1972 году Святой Престол и Кот д’Ивуар установили дипломатические отношения, в Абиджане была открыта нунциатура. С 1975 года епископами Кот д’Ивуара становились исключительно его уроженцы.
Папа Иоанн Павел II посещал Кот д’Ивуар трижды, в 1980, 1985 и 1990 годах. Все три визита были приурочены к важным моментам в области храмостроительства: в 1980 году был заложен новый кафедральный собор архиепархии Абиджана, собор Святого Павла, в 1985 году Иоанн Павел II освятил построенный собор, а в 1990 году папа освятил Базилику Нотр-Дам-де-ла-Пэ в Ямусукро, ставшую самым большим храмом мира.
После военного переворота 1999 года страна вступила в полосу в длительную полосу нестабильности, продолжающуюся до сих пор и отмеченную рядом военных конфликтов между центральным правительством на юге и повстанцами на севере.

## Современное состояние
Кот д’Ивуар отличается весьма пёстрым религиозным составом и расколот на преимущественно мусульманский север и преимущественно христианский юг. Мусульмане составляют 38,6 % населения, католики — 19,4, последователи африканских традиционных религий насчитывают 11,9 %, протестанты составляют 6,6 % населения. Весьма значителен по африканским меркам процент людей, не исповедующих никакой религии — 16,7 %.
Подавляющее большинство католиков Кот д’Ивуара живёт в южных и центральных регионах страны. Структуры Католической церкви в стране состоят из 4 архиепархий-митрополий (архиепархия Абиджана, архиепархия Буаке, архиепархия Ганьоа и архиепархия Корого), которым подчинены 11 епархий.
В Кот д’Ивуаре служат 889 священников в 287 приходах. Епископы страны объединены в национальную Конференцию католических епископов, основанную в 1970 году.
За историю независимого Кот д’Ивуара было назначено четыре кардинала из этой страны. Первым кардиналом Кот-д’Ивуара стал Бернар Яго (1983—1997), кроме него кардинальские регалии получили также Бернар Агре (2001—2014), Жан-Пьер Кутва (с 2014 года) и Иньяс Бесси Догбо (с 2024).